# 萧啜里
萧啜里（？—986年），辽朝政治人物。
辽世宗长女耶律和古典下嫁侍中蕭啜里。辽穆宗應曆年間，耶律必攝族人恆特及蕭啜里有罪，想要逃亡，耶律必攝秘密上报。辽景宗时，南院枢密使高勋用毒药送给驸马都尉萧啜里，事发，高勋流放到铜州。辽圣宗统和四年（986年）四月，蔚州左右都押衙李存璋、许彦钦等杀节度使萧啜里、执监城使、铜州节度使耿绍忠，以城叛辽，附北宋。